# Freek van der Wart
Freek van der Wart (Voorburg, 1 februari 1988) is een Nederlands voormalig shorttracker.

## Biografie
In het seizoen 2005–2006 behaalde hij met het Nederlands aflossingsteam brons op de 2000 meter aflossing tijdens het WK Junioren in Miercurea Ciuc. In 2008 plaatste hij zich voor het WK in Gangneung en werd daar 24e en 14e op het EK, met een 6e plek op de 1000m. Van der Wart miste met de Nederlandse aflossingsploeg nipt kwalificatie voor de Olympische Spelen van Vancouver.
2010–2011 was een succesvol seizoen. Tijdens de wereldbekerwedstrijd in Moskou behaalde Van der Wart brons op de 500 meter. Het Nederlandse herenteam (Daan Breeuwsma, Niels Kerstholt, Sjinkie Knegt en Freek van der Wart) won de Europese titel bij de EK in eigen land (Thialf, Heerenveen). Samen met het goud van de dames (Jorien ter Mors, Sanne van Kerkhof, Yara van Kerkhof en Annita van Doorn) het eerste goud voor Nederland in de historie van de EK.
Zijn grootste individuele succes haalde Van der Wart in 2013, toen hij in Malmö door middel van winst op de 1000 meter en de 3000 meter superfinale de Europese titel won. In 2015 greep Van der Wart in eigen land in Dordrecht zilver op de 1000 meter. 
Op de aflossing volgde het grootste succes in 2014, nadat het het bij de Olympische relay in Sotsji in de finale mis was gegaan won Van der Wart met de Nederlandse mannenploeg de wereldtitel op de aflossing bij de wereldkampioenschappen shorttrack 2014 in Montreal. Het brons bij de wereldkampioenschappen shorttrack 2015 in Moskou betekende de vierde medaille op rij voor de Nederlandse ploeg op de aflossing.
Van der Wart wist met de aflossingsploeg vier keer een wereldbekerwedstrijd te winnen. In 2011 grepen (Daan Breeuwsma, Niels Kerstholt, Sjinkie Knegt en Freek van der Wart) verrassend de zege in Moskou. Het was het eerste goud bij de mannen voor Nederland in de historie van de wereldbeker. Ook in Dordrecht 2012, Seoul 2014 en Dresden 2015 was Van der Wart met Nederland de sterkste. In 2015 won Van der Wart met oranje voor het eerst het wereldbekerklassement op de aflossing.

### Na het schaatsen
Op 10 januari 2018 beëindigde Van der Wart op 29-jarige leeftijd zijn loopbaan wegens gebrek aan motivatie door het missen van de Olympische Winterspelen 2018 in Pyeongchang, Zuid-Korea. Met ingang van 1 juli 2018 is Van der Wart disciplinemanager langebaanschaatsen als opvolger van Emiel Kluin.

## Persoonlijke records
| Afstand              | Tijd     | Datum            | Locatie              | Locatie              | Overig |
| Afstand              | Tijd     | Datum            | Baan                 | Plaats               | Overig |
| -------------------- | -------- | ---------------- | -------------------- | -------------------- | ------ |
| 500 meter            | 40,389   | 7 februari 2016  | EnergieVerbund Arena | Dresden, Duitsland   |        |
| 1000 meter           | 1.24,594 | 20 oktober 2012  | Olympic Oval         | Calgary, Canada      |        |
| 1500 meter           | 2.14,748 | 18 januari 2013  | Malmö Isstadion      | Malmö, Zweden        |        |
| 3000 meter           | 4.49,621 | 6 januari 2013   | Jaap Edenbaan        | Amsterdam, Nederland |        |
| 5000 meter aflossing | 6.38,215 | 19 februari 2011 | EnergieVerbund Arena | Dresden, Duitsland   | [ 3 ]  |

## Resultaten

### Olympische Winterspelen & Wereld-, Europese en Nederlandse kampioenschappen
| Jaar | Evenement                    | Locatie                  | 500 meter        | 1000 meter       | 1500 meter       | 3000 meter (superfinale) | Klassement       | 5000 meter aflossing |
| ---- | ---------------------------- | ------------------------ | ---------------- | ---------------- | ---------------- | ------------------------ | ---------------- | -------------------- |
| 2007 | Wereldkampioenschappen       | Milaan, Italië           | Niet deelgenomen | Niet deelgenomen | Niet deelgenomen | Niet deelgenomen         | Niet deelgenomen | Niet deelgenomen     |
| 2007 | Europese kampioenschappen    | Sheffield, Engeland      |                  |                  |                  |                          |                  | 6e                   |
| 2007 | Nederlandse kampioenschappen | Den Haag, Nederland      | 5e               | 8e               | 5e               | 5e                       | 7e               | –                    |
| 2008 | Wereldkampioenschappen       | Gangneung, Zuid-Korea    | 15e              | 44e              | 13e              |                          | 24e              |                      |
| 2008 | Europese kampioenschappen    | Ventspils, Letland       | 8e               | 6e               | 21e              |                          | 14e              | 7e                   |
| 2008 | Nederlandse kampioenschappen | Amsterdam, Nederland     | Zilver           | Zilver           | Zilver           | Brons                    | Zilver           | –                    |
| 2009 | Wereldkampioenschappen       | Wenen, Oostenrijk        | Niet deelgenomen | Niet deelgenomen | Niet deelgenomen | Niet deelgenomen         | Niet deelgenomen | Niet deelgenomen     |
| 2009 | Europese kampioenschappen    | Turijn, Italië           |                  |                  |                  |                          |                  | Zilver               |
| 2009 | Nederlandse kampioenschappen | Zoetermeer, Nederland    | Brons            | Zilver           | 4e               | 4e                       | Brons            | –                    |
| 2010 | Olympische Winterspelen      | Vancouver, Canada        | Niet deelgenomen | Niet deelgenomen | Niet deelgenomen | Niet deelgenomen         | Niet deelgenomen | Niet deelgenomen     |
| 2010 | Wereldkampioenschappen       | Sofia, Bulgarije         | Niet deelgenomen | Niet deelgenomen | Niet deelgenomen | Niet deelgenomen         | Niet deelgenomen | Niet deelgenomen     |
| 2010 | Europese kampioenschappen    | Dresden, Duitsland       |                  |                  |                  |                          |                  | 7e                   |
| 2010 | Nederlandse kampioenschappen | Tilburg, Nederland       | Goud             | Zilver           | Goud             | 5e                       | Goud             | –                    |
| 2011 | Wereldkampioenschappen       | Sheffield, Engeland      |                  |                  |                  |                          |                  | 5e                   |
| 2011 | Europese kampioenschappen    | Heerenveen, Nederland    | DSQ              | 8e               | 10e              |                          | 11e              | Goud                 |
| 2011 | Nederlandse kampioenschappen | Groningen, Nederland     | 4e               | Brons            | Zilver           | 4e                       | Brons            | –                    |
| 2012 | Wereldkampioenschappen       | Shanghai, China          |                  |                  |                  |                          |                  | Zilver               |
| 2012 | Europese kampioenschappen    | Mladá Boleslav, Tsjechië | 12e              | DSQ              | 12e              |                          | 12e              | Goud                 |
| 2012 | Nederlandse kampioenschappen | Heerenveen, Nederland    | Goud             | 4e               | Zilver           | 4e                       | Zilver           | –                    |
| 2013 | Wereldkampioenschappen       | Debrecen, Hongarije      | Brons            | DSQ              | 10e              | 9e                       | 7e               | Brons                |
| 2013 | Europese kampioenschappen    | Malmö, Zweden            | 4e               | Goud             | 4e               | Goud                     | Goud             | Zilver               |
| 2013 | Nederlandse kampioenschappen | Amsterdam, Nederland     | 5e               | Zilver           | Zilver           | Zilver                   | Zilver           | –                    |
| 2014 | Olympische Winterspelen      | Sotsji, Rusland          | 10e              | DSQ              |                  | –                        | –                | 4e                   |
| 2014 | Wereldkampioenschappen       | Montreal, Canada         | 9e               | 14e              | 15e              |                          | 15e              | Goud                 |
| 2014 | Europese kampioenschappen    | Dresden, Duitsland       | 23e              | 6e               | Brons            | 8e                       | 5e               | Zilver               |
| 2014 | Nederlandse kampioenschappen | Amsterdam, Nederland     | Goud             | 8e               | Brons            | DNS                      | Brons            | –                    |
| 2015 | Wereldkampioenschappen       | Moskou, Rusland          | 27e              | 23e              | 11e              |                          | 20e              | Brons                |
| 2015 | Europese kampioenschappen    | Dordrecht, Nederland     | 4e               | Zilver           | 13e              | 6e                       | 5e               | Brons                |
| 2015 | Nederlandse kampioenschappen | Amsterdam, Nederland     | Zilver           | Brons            | Zilver           | 4e                       | Zilver           | –                    |
| 2016 | Wereldkampioenschappen       | Seoel, Zuid-Korea        | 12e              | 30e              | 17e              |                          | 18e              | 8e                   |
| 2016 | Europese kampioenschappen    | Sotsji, Rusland          | 14e              | 6e               | Brons            | 8e                       | 8e               | Goud                 |
| 2016 | Nederlandse kampioenschappen | Amsterdam, Nederland     | Goud             | Goud             | Zilver           | 7e                       | Goud             | –                    |
| 2017 | Wereldkampioenschappen       | Rotterdam, Nederland     | Niet deelgenomen | Niet deelgenomen | Niet deelgenomen | Niet deelgenomen         | Niet deelgenomen | Niet deelgenomen     |
| 2017 | Europese kampioenschappen    | Turijn, Italië           | Niet deelgenomen | Niet deelgenomen | Niet deelgenomen | Niet deelgenomen         | Niet deelgenomen | Niet deelgenomen     |
| 2017 | Nederlandse kampioenschappen | Amsterdam, Nederland     | Niet deelgenomen | Niet deelgenomen | Niet deelgenomen | Niet deelgenomen         | Niet deelgenomen | Niet deelgenomen     |
| 2018 | Olympische Winterspelen      | Pyeongchang, Zuid-Korea  | Niet deelgenomen | Niet deelgenomen | Niet deelgenomen | Niet deelgenomen         | Niet deelgenomen | Niet deelgenomen     |
| 2018 | Wereldkampioenschappen       | Montreal, Canada         | Niet deelgenomen | Niet deelgenomen | Niet deelgenomen | Niet deelgenomen         | Niet deelgenomen | Niet deelgenomen     |
| 2018 | Europese kampioenschappen    | Dresden, Duitsland       | Niet deelgenomen | Niet deelgenomen | Niet deelgenomen | Niet deelgenomen         | Niet deelgenomen | Niet deelgenomen     |
| 2018 | Nederlandse kampioenschappen | Heerenveen, Nederland    | Niet deelgenomen | Niet deelgenomen | Niet deelgenomen | Niet deelgenomen         | Niet deelgenomen | Niet deelgenomen     |

### Wereldkampioenschappen shorttrack junioren
| Jaar | Evenement                       | Locatie                  | 500 meter | 1000 meter | 1500 meter | 1500 meter (superfinale) | Klassement | 2000 meter aflossing |
| ---- | ------------------------------- | ------------------------ | --------- | ---------- | ---------- | ------------------------ | ---------- | -------------------- |
| 2006 | Wereldkampioenschappen junioren | Miercurea Ciuc, Roemenië | 63e       | 35e        | 37e        |                          | 45e        | Brons                |
| 2007 | Wereldkampioenschappen junioren | Mladá Boleslav, Tsjechië |           | 19e        | 34e        |                          | 39e        | 10e                  |

### Wereldbekermedailles
500 meter
 Moskou, Rusland: 2010/2011
1000 meter
 Nagoya, Japan: 2015/2016
5000 meter aflossing
 Moskou, Rusland: 2010/2011
 Dordrecht, Nederland: 2011/2012
 Seoel, Zuid-Korea: 2014/2015
 Dresden, Duitsland: 2014/2015
 Nagoya, Japan: 2015/2016
 Nagoya, Japan: 2012/2013
 Shanghai, China: 2012/2013
 Sotsji, Rusland: 2012/2013
 Dresden, Duitsland: 2012/2013
 Shanghai, China: 2014/2015
 Montreal, Canada: 2015/2016
 Dordrecht, Nederland: 2015/2016
 Shanghai, China: 2010/2011
 Turijn, Italië: 2013/2014
 Erzurum, Turkije: 2014/2015
 Eindklassement 5000 meter aflossing: 2014/2015
 Eindklassement 5000 meter aflossing: 2012/2013
 Eindklassement 5000 meter aflossing: 2015/2016
 Eindklassement 5000 meter aflossing: 2010/2011